# Gboulougnora
Gboulougnora ou Gboulougnorra est un village du département et la commune rurale de Gbomblora, situé dans la province du Poni et la région du Sud-Ouest au Burkina Faso.

## Santé et éducation
Le centre de soins le plus proche de Gboulougnora  est le centre de santé et de promotion sociale (CSPS) de Gbomblora tandis que le centre hospitalier régional (CHR) de la province se trouve à Gaoua.